# AbiWord
AbiWord — вільний текстовий процесор, що поширюється згідно з умовами GNU General Public License. Крім типових засобів обробки документів у поширених офісних форматах (ODF, OOXML, RTF тощо), AbiWord надає такі розширені можливості, як організація спільного редагування документів і багатосторінковий режим, який дозволяє на одному екрані переглядати й редагувати різні сторінки документа.
Підтримувалася його робота на платформах Linux, Mac OS X (PowerPC), Microsoft Windows, SkyOS, BeOS та інших. Остання багатомовна portable-версія з підтримкою української для Microsoft Windows 2.8.6 вийшла ще в 2010 році, програма під Microsoft Windows не підтримується стабільно через нестачу розробників, остання доступна українська версія 2.9.4. Основна гілка розробляється під Linux.

## Історія
Назва «AbiWord» походить від кореня іспанського слова «Abierto», що означає «відкритий». AbiWord був розроблений корпорацією SourceGear як перша складова AbiSuite — амбітного проекту створення повного офісного пакету, що містить тільки відкрите і безплатне програмне забезпечення. Після того, як пріоритетним напрямом розвитку корпорації SourceGear стало задоволення власних комерційних інтересів, AbiWord став цілком і повністю розроблятися командою добровольців.
AbiWord версії 1.0 був випущений 18 квітня 2002 року, ця версія не підтримувала таблиць, хоча більшість користувачів вважали цю функцію важливою. Така підтримка була додана у версію 2.0, випущену 15 вересня 2003 року.
25 листопада 2012 року була випущена версія 2.9.4, остання версія під Windows Підтримка Windows припинена через нестачу програмістів. Випускається версія тільки під Лінукс, остання версія — 3.0.4 від 27 листопада 2019 року.

## Характеристики
AbiWord базується на бібліотеці GTK+. Він, згідно з твердженнями розробників, може бути зібраний для Microsoft Windows, GNU/Linux, QNX, FreeBSD, Solaris й інших систем. На офіційному сайті є збірки для Windows, GNU/Linux і Mac OS X, а також початковий код.
Установчий пакет AbiWord для Microsoft Windows займає лише 5,2 мегабайта (без словників і розширень), для GNU/Linux — 3,5 мегабайта.
Редактор працює за принципом WYSIWYG і підтримує основні функції роботи з текстом:
- форматування й стилі тексту;
- створення таблиць і списків;
- вставка колонтитулів і виносок;
- вставка й масштабування малюнків;
- перевірка орфографії;
- складання змісту;
- друк.

Вбудованих інструментів для створення графіки редактор не має, як і засобів перевірки граматики і розстановки перенесень.
Підтримувані формати — власний (ABW), DOC (Microsoft Word), RTF, HTML, plain text і деякі їх варіанти. За допомогою додаткових плагінів можливий імпорт документів таких форматів, як ODT (OpenDocument), WPD (WordPerfect), SDW (StarOffice) та інших. Сумісність з Microsoft Word слід вважати обмеженою: прості документи імпортуються й експортуються без проблем, проте в складних документах майже завжди спостерігається істотне порушення форматування.
В цілому, AbiWord поступається своїми можливостями перед Microsoft Word або OpenOffice.org Writer, проте істотно перевершує прості редактори (типу WordPad для Windows). Функціональність редактора може бути частково розширена підключенням плагінів, доступних на сайті розробників.

## Переваги й недоліки
До переваг програми належать: малий розмір дистрибутиву, висока швидкодія, крос-плаформність, відкрита модель розповсюдження.
Недоліки — обмежена функціональність, неповна підтримка документів Microsoft Word.

## Поширеність
На цей час не витримує конкуренції з LibreOffice Writer, який також є вільним і крос-платформовим, але володіє ширшою функціональністю і повнішою сумісністю з Microsoft Word. Тому зараз AbiWord найчастіше використовується на застарілих машинах з обмеженими апаратними ресурсами, де робота з пакетом LibreOffice стає практично неможливою.